# بچه‌های دریا
بچه‌های دریا فیلمی به کارگردانی  و نویسندگی محسن شاه محمدی ساختهٔ سال ۱۳۷۹ است.

## بازیگران
- کتایون جهانگیری
- بیتا حیدری
- احمد حسنی
- ابراهیم ایزدجو